# 일반균형이론
경제학에서 일반균형이론(영어: General equilibrium theory)은 수요와 공급의 상호 작용이 전체적인 일반적인 평형을 초래한다는 것을 증명하는 것을 추구함으로써, 여러 또는 많은 상호 작용하는 시장을 가진 전체 경제에서 공급, 수요, 가격의 행동을 설명하려고 시도한다. 일반균형이론은 단일 시장만 분석하는 부분균형이론과 대비된다. 일반균형이론의 역사는 1870년대, 특히 프랑스 경제학자 레옹 발라스의 작품들로 거슬러 올라간다.

## 개요
광범위하게 말하면, 일반 균형은 개별 시장과 대리인부터 시작하는 접근법을 사용해 경제 전체에 대한 이해를 주려 한다. 따라서, 일반균형이론은 전통적으로 미시경제의 일부로 분류되어 왔다.
현대 거시경제학의 상당 부분이 미시경제기반을 강조하고 거시경제 변동에 대한 일반적인 균형모델을 구축했기 때문에 거시경제학과 미시경제학의 구분은 예전처럼 분명하지 않다. 일반균형 거시경제 모델은 보통 "상품시장"이나 "금융시장"과 같이 몇 개의 시장만을 통합한 단순화된 구조를 가지고 있다. 이와는 대조적으로, 미시경제 전통의 일반균형 모델은 전형적으로 많은 다른 상품 시장을 포함한다.
시장 체제에서는 금전과 이자의 가격을 포함한 모든 상품의 가격과 생산이 상호 관련된다. 이론상 단 하나의 상품의 평형가격을 계산하려면 이용할 수 있는 수백만의 다른 상품을 모두 차지하는 분석이 필요하다.
레옹 발라스의 《순수경제학요론》(Éléments d'économie politique pure)은 실물경제의 더 많은 측면을 고려한 일련의 모델을 제공하였다.
일반균형이란 경제내의 모든 생산물시장과 생산요소시장이 동시에 균형을 이루고 있는 상태를 의미한다.

## 같이 보기
- 결정 이론
- 게임 이론
- 메커니즘 디자인